# 木場駅 (新潟県)
木場駅（きばえき）は、新潟県西蒲原郡黒埼町（現在の新潟市西区）木場にあった新潟交通電車線の駅。

## 駅構造
地上駅。平日午前のみ業務を行う簡易委託駅であった。相対式ホーム2面2線を有し、両ホームが構内踏切によって連絡していた。駅舎には出札窓口の他、自動販売機、トイレ（汲取式）などが設置されていた。

## 駅周辺
- 黒埼町農業協同組合本所跡（現越後中央農業協同組合黒埼支店）
駅舎正面に所在したが、老朽化等のため2009年2月に木場地内（新潟市立黒埼南小学校近く）へ新築移転した。
- 新潟西警察署 木場駐在所
- 新潟県立黒埼高等学校（現新潟県立新潟翠江高等学校）

## バス路線
駅舎跡裏手北東側の中ノ口川左岸側堤防上と駅舎跡正面の2箇所には、新潟交通グループ（同社と新潟交通観光バス）の路線バス「味方線」のバス停留所が設けられている。
電車線の廃線前から設けられていた駅舎跡裏手の「木場川前」停留所は、味方線2系統とも停車する。駅舎跡正面の「木場駅跡」停留所は電車線廃線後の1999年4月5日に「黒埼農協前」の名称で新設され、前述のとおりJA越後中央黒埼支店が移転したため、2014年4月1日に現名称に改称された。こちらは味方線のうち月潟方面の系統のみが停車する。2015年12月現在の運行路線は下記のとおりである。
木場川前
- 木場・味方・月潟方面
  - W80　味方・月潟
  - W81　木場経由　味方・潟東営業所
- 大野・青山方面
  - W80・W81　大野・ふるさと村・寺地経由　青山

木場駅跡
- 味方・月潟方面
  - W80　味方・月潟
- 大野・青山方面
  - W80　大野・ふるさと村・寺地経由　青山
※味方線の全便はいずれも青山発着で、古町・新潟駅方面との間は青山もしくは東青山で萬代橋ライン等との乗り換えが必要である。

## 歴史
- 1933年（昭和8年）4月1日 - 新潟電鉄が鉄道線東関屋駅 - 白根駅間開業と同時に開業。
- 1943年（昭和18年）10月1日 - 交換可能駅になる[1]。
- 1943年（昭和18年）12月31日 - 新潟交通の発足により同社の駅となる。
- 1958年（昭和33年）12月1日 - 貨物取り扱いが廃止[1]。
- 1961年（昭和36年）9月1日 - 請負化される[1]。
- 1999年（平成11年）4月5日 - 新潟交通電車線東関屋駅 - 月潟駅間廃線により廃駅となる。

## 駅跡
駅施設はかなり撤去され、更地になっているが、自転車置き場と木場川前公民館に通じる構内踏切に舗装されたまま線路が生き埋めされ残る。

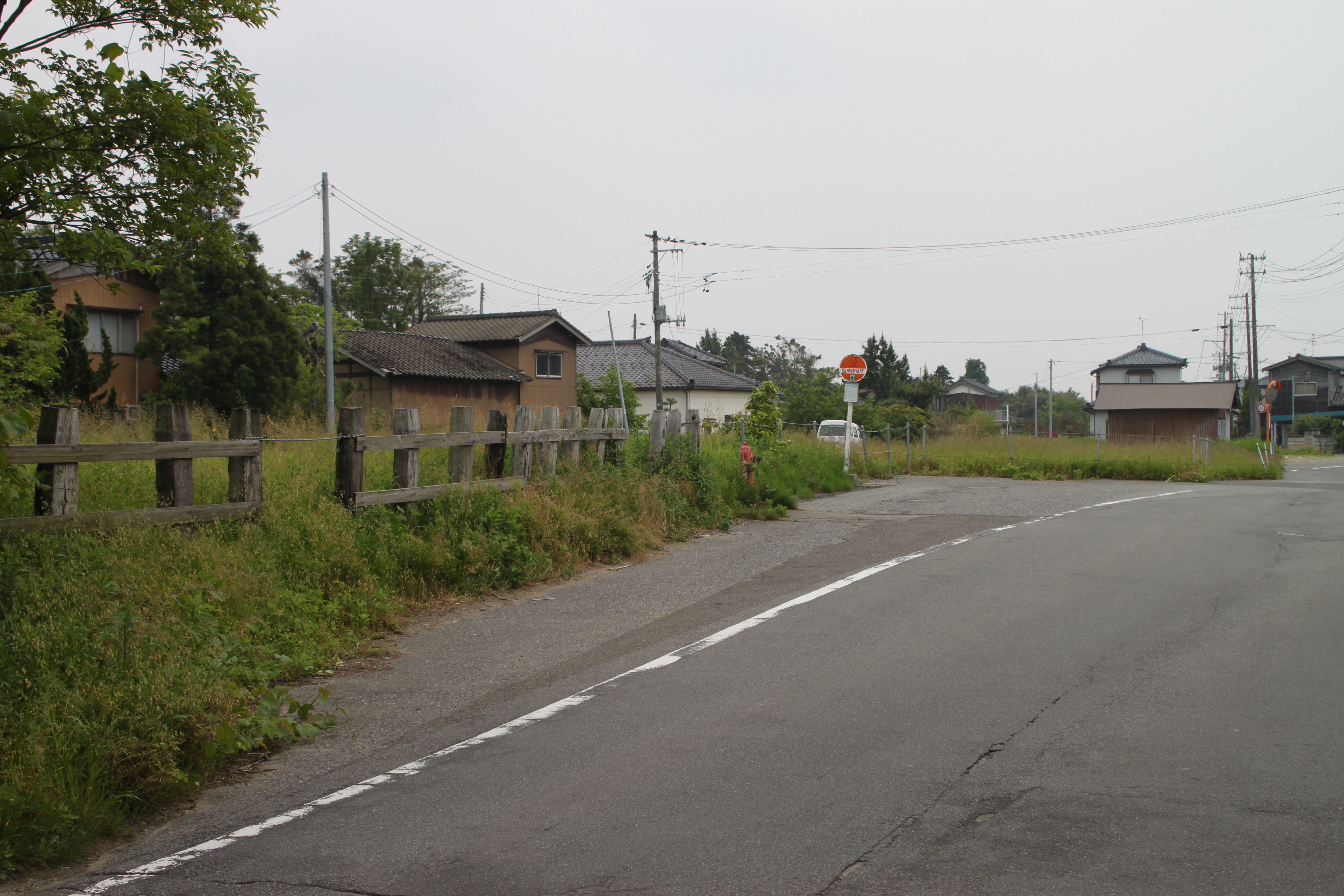
周辺には農業関係の建物もたくさんあったが、駅施設撤去後しばらくしてそれらも取り壊された。（2011年6月5日）

## その他
白山前駅・東関屋駅からこの駅までの折り返し列車が設定されていた。

## 隣の駅
新潟交通
電車線
新大野駅 - 木場駅 - 板井駅